# Nazwy równoważne

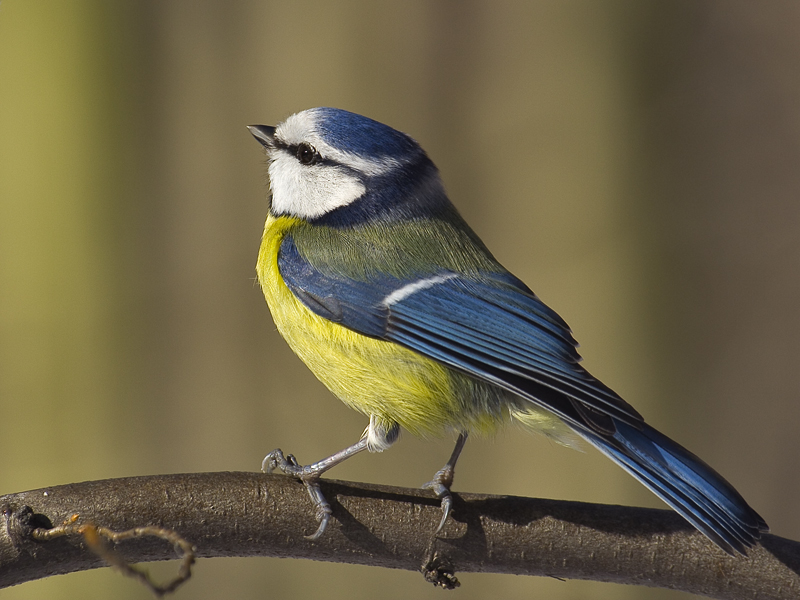
Nazwa ptaki i nazwa potomkowie ostatniego wspólnego przodka wróbla i archeopteryksa są równoważne. O każdym przedmiocie, np. o widocznym wyżej samcu sikory modrej, można powiedzieć, że jest ptakiem wtedy i tylko wtedy, jeśli można o nim powiedzieć, że potomkiem ostatniego wspólnego przodka wróbla i archeopteryksa

Nazwy równoważne – nazwy posiadające pewne desygnaty, o takiej samej denotacja.
Desygnaty danej nazwy przy pewnym jej znaczeniu to przedmioty, które ta nazwa oznacza. Dwie różne nazwy niekiedy różnią się desygnatami. Niekiedy zdarza się jednak sytuacja, że o każdym desygnacie pierwszej nazwy powiedzieć można, iż jest on zarazem desygnatem drugiej nazwy, a jednocześnie o każdym desygnacie tej drugiej nazwy powiedzieć można, że jest to desygnat tej pierwszej. Innymi słowy, dla każdego przedmiotu, orzec o nim pierwszą nazwę można wtedy i tylko wtedy, kiedy orzec o nim można nazwę drugą. Nie istnieją żadne desygnaty pierwszej nazwy niebędące desygnatami drugiej i odwrotnie. Zakres obu nazw jest taki sam. Zbiór wszystkich desygnatów, pierwszej nazwy i zbiór desygnatów drugiej nazwy to jeden i ten sam zbiór. Inaczej mówiąc, obie nazwy mają taką samą denotację. Wtedy takie dwie nazwy określa się mianem nazw równoważnych. Jako przykłady nazw równoważnych Kazimierz Ajdukiewicz podaje obecna stolica Polski i największe miasto nad Wisłą.
Nazwami równoważnymi nie są nazwy puste, a więc nie posiadające żadnych desygnatów, chociaż z definicji ich denotacja są takie same.